# Франк Куртц
Франк Куртц (англ. Frank Kurtz, 9 вересня 1911 — 31 жовтня 1996) — американський стрибун у воду.
Бронзовий медаліст Олімпійських Ігор 1932 року, учасник 1936 року.